# Arthrosphaera dalyi
Arthrosphaera dalyi är en mångfotingart som beskrevs av Pocock 1895. Arthrosphaera dalyi ingår i släktet Arthrosphaera och familjen Sphaerotheriidae. Inga underarter finns listade i Catalogue of Life.